# Méthode de variation des constantes
En mathématiques, et plus précisément en analyse, la méthode de variation des constantes (ou méthode de Lagrange) est une méthode de résolution des équations différentielles.
Elle permet en particulier de déterminer les solutions d'une équation différentielle avec second membre,
connaissant les solutions de l'équation homogène (c'est-à-dire avec un second membre nul) associée.
La méthode a été inventée par le mathématicien et physicien Pierre-Simon de Laplace, pour la résolution des équations différentielles linéaires. Elle tire son nom de ce que, pour l'essentiel, elle consiste à chercher les solutions sous une forme analogue à celle déjà trouvée pour une équation associée plus simple, mais en remplaçant la ou les constantes de cette solution par de nouvelles fonctions inconnues.

## Cas du premier ordre
Pour une équation différentielle linéaire d'ordre 1, si la solution générale de l'équation homogène
{\displaystyle az'+bz=0}
est
{\displaystyle z_{K}(x)=Kz_{1}(x),K\in \mathbb {R} ,}
on cherche celle de
{\displaystyle ay'+by=c(x)}
sous la forme
{\displaystyle y(x)=k(x)z_{1}(x).}
En reportant dans l'équation initiale, on obtient une équation équivalente à l'équation initiale mais portant sur k :
{\displaystyle k'(x)={\frac {c(x)}{az_{1}(x)}}.}
En notant k0 une primitive de la fonction c/(az1), la solution générale k s'exprime sous la forme
ce qui permet de remonter à l'expression de la solution générale yK = y0 + zK :
Pour expliciter z1 puis k0, il faut réaliser deux calculs de primitives. De ce fait, la solution ne s'exprime le plus souvent pas à l'aide des fonctions usuelles (voir à ce sujet le théorème de Liouville).

## Cas du second ordre
Pour une équation différentielle linéaire d'ordre deux, mise sous la forme {\displaystyle y''+a(x)\cdot y'+b(x)\cdot y=d(x)} :
On note {\displaystyle y_{1}} et {\displaystyle y_{2}} deux solutions formant une base des solutions de l'équation homogène. On cherchera une solution particulière y sous la forme
{\displaystyle y(x)=\lambda (x)\cdot y_{1}(x)+\mu (x)\cdot y_{2}(x)} (d'où le nom de « méthode de variation des constantes »).
On montre que si les fonctions {\displaystyle \lambda } et {\displaystyle \mu } vérifient le système suivant
{\displaystyle {\begin{cases}\lambda '(x)\cdot y_{1}(x)+\mu '(x)\cdot y_{2}(x)=0\\\lambda '(x)\cdot y'_{1}(x)+\mu '(x)\cdot y'_{2}(x)=d(x)\end{cases}}}
alors la fonction y ci-dessus est une solution particulière.
Remarque: 
Puisque le wronskien ne s'annule pas,
{\displaystyle {\begin{vmatrix}y_{1}(x)&y_{2}(x)\\y'_{1}(x)&y'_{2}(x)\end{vmatrix}}\neq 0}, 
{\displaystyle \lambda '(x)} et {\displaystyle \mu '(x)} s'obtiennent en utilisant la règle de Cramer. 

## Cas général
Pour une équation différentielle linéaire d'ordre n avec second membre, on cherchera une solution particulière {\displaystyle y} combinaison linéaire d'un système fondamental de solutions {\displaystyle (y_{1},y_{2},\cdots ,y_{n})}, c.-à-d. d'une base de l'espace vectoriel des solutions de l'équation homogène. Les coefficients {\displaystyle (c_{1},c_{2},\cdots ,c_{n})} de la combinaison linéaire sont maintenant des fonctions que l'on cherche à déterminer. C'est une simple généralisation du cas n=2, cependant il existe une reformulation matricielle.
Une équation différentielle ordinaire linéaire non homogène s'écrit de manière générale
où {\displaystyle y^{(k)}} est la dérivée k-ième de {\displaystyle y}. On suppose au préalable disposer de n solutions linéairement indépendantes {\displaystyle (y_{1},y_{2},\cdots ,y_{n})} de l'équation homogène
En regroupant dans une colonne les dérivées successives de chaque solution {\displaystyle y_{i}}, on forme la matrice suivante
L'indépendance des n solutions peut se vérifier pour chaque x fixé, en calculant le déterminant de cette matrice qui ne doit pas s'annuler, cf. wronskien.
La méthode de variation de la constante consiste à chercher une solution particulière de (1) sous la forme
avec des fonctions {\displaystyle c_{i}} au moins {\displaystyle C^{1}}. En réalité, on introduit à cette étape beaucoup trop d'inconnues et il faut imposer une égalité similaire sur les dérivées supérieures:
ce qui revient, par récurrence, à imposer
Cependant, la dérivée n-ième est laissée telle quelle ; on obtient en dérivant (5) avec k := n – 1 :
Remarque : on comprend mieux l'origine des conditions (6) et (7) dans la formulation matricielle, équation (16).
En insérant maintenant (4), (5) et (7) dans l'équation non homogène (1), on obtient
Or puisque les {\displaystyle y_{i}} sont solution de (2), la première somme disparaît, laissant
Théorème : Si les {\displaystyle c'_{i}} vérifient les équations différentielles (6) et (8) alors l'expression (4) est solution de (1).
(6) et (8) peuvent se réécrire sous forme matricielle
ce qui se résout comme dans le cas du second ordre avec la règle de Cramer. On note {\displaystyle W(x):=\det \Phi } le wronskien, que l'on a supposé non nul, alors

### Formulation matricielle
Soit {\displaystyle y\in C^{n}(I),\ I\subseteq \mathbb {R} }. On note {\displaystyle Y} le vecteur colonne
Une fonction {\displaystyle y} est solution de (1) si et seulement si {\displaystyle Y} satisfait
On note {\displaystyle A} la matrice du membre de droite. On a transformé une équation d'ordre n en une équation d'ordre 1.
La résolvante de l'équation homogène associée est l'application {\displaystyle R:I\times I\longrightarrow \mathbb {M} _{n}(\mathbb {K} )} qui envoie la valeur {\displaystyle Y(x_{1})} de toute solution au point x1 à sa valeur {\displaystyle Y(x_{2})} au point x2 (justification de l'existence, cf. Théorème de Cauchy-Lipschitz), c.-à-d. pour toute solution {\displaystyle Y} de l'équation homogène associée à (11)
Si l'on regroupe n solutions {\displaystyle (Y_{1},Y_{2},\cdots ,Y_{n})} linéairement indépendantes de l'équation homogène dans la matrice {\displaystyle \Phi } de (3), on a naturellement
ainsi que
Remarque:
- (13) et (14) restent valables pour toute famille {\displaystyle (Y_{1},Y_{2},\cdots ,Y_{n})} de solutions, linéairement indépendantes ou pas.
- Si l'on connait explicitement un système fondamental de solutions {\displaystyle (Y_{1},Y_{2},\cdots ,Y_{n})}, alors on peut expliciter la résolvante à partir de (14). En effet, par la formule de Liouville, si {\displaystyle \Phi } est inversible pour un certain x0, alors elle l'est pour tout x ; on peut ainsi écrire {\displaystyle \Phi (x_{2})\cdot \Phi ^{-1}(x_{1})=R(x_{2},x_{1})}.

Attention : Dans la suite, on utilisera, sans la démontrer, l'invariance de la résolvante par translation, en particulier que {\displaystyle R(x_{2},x_{1})=R(x_{2}-x_{1})} (abus de notation) et que vu comme fonction à une variable, c'est un « groupe à 1 paramètre » partout où il est défini, c.-à-d. {\displaystyle R(a)\cdot R(b)=R(a+b)} et {\displaystyle R^{-1}(a)=R(-a)} lorsque cela est défini. Par ailleurs, {\displaystyle R} satisfait aussi (13).
Dans cette formulation, la méthode de variation des constantes consiste à faire le "changement de variable"
(11) se réécrit donc
Or puisque {\displaystyle R} satisfait aussi (13), il ne reste que
ce qui est équivalent à (9), avec ici la dépendance explicite aux valeurs des solutions fondamentales en x0.
En remarquant que {\displaystyle R(0)=I_{n}} (matrice identité) et avec (15), on intègre le vecteur composante par composante
En réutilisant (15) et {\displaystyle R^{-1}(\epsilon )=R(-\epsilon )} partout où cela est défini, on obtient finalement

## Exemple d'application à la physique
L'équation différentielle du second ordre à coefficients constants {\displaystyle ay''(t)+by'(t)+cy(t)=0} intervient en physique dans l'étude des systèmes oscillants à un degré de liberté, lorsque l'excitation (force, courant…) appliquée au système oscillant est nulle.
La méthode de l'équation caractéristique (découverte par Euler) donne la solution de cette équation différentielle homogène, qui est une combinaison linéaire de fonctions exponentielles (complexes).
Lorsque l'on applique une excitation {\displaystyle f(t)}, l'équation devient :
La méthode de variation de la constante permet d'en trouver la solution générale.